# Francis Eugene George
Francis Eugene George, O.M.I. (Chicago, 16 de janeiro de 1937 - Chicago, 17 de abril de 2015) foi um cardeal estadunidense e arcebispo-emérito de Chicago.

## Família e educação
Filho de Francis J. George, engenheiro do sistema escolar público, e Julia R. McCarthy, que trabalhava em uma agência de publicidade. Ambos eram católicos fervorosos. Ele tinha uma irmã mais velha, Margaret. Contraiu poliomielite aos treze anos e foi rejeitado pelo seminário arquidiocesano de Chicago por mancar.
Cursou o ensino fundamental na Escola St. Pascal, em Chicago, onde recebeu a primeira comunhão. Ingressou nos Oblatos de Maria Imaculada em 14 de agosto de 1957. Estudou no Seminário Preparatório St. Henry, em Belleville; fez sua profissão solene em Godfrey em 1958; continuou sua formação no Pine Hills Scholasticate, em Ottawa, Canadá; na Universidade de Ottawa; na Universidade Católica da América, em Washington (mestrado em filosofia); na Universidade Tulane, em Nova Orleans (doutorado em filosofia); e na Pontifícia Universidade Urbaniana, em Roma (doutorado em teologia sagrada em eclesiologia). Falava vários idiomas, incluindo espanhol e italiano.

## Sacerdócio
Ordenado padre em 21 de dezembro de 1963, na Igreja de São Pascal, Chicago, por Raymond Hillinger, bispo auxiliar de Chicago. Estudos posteriores, 1963-1965; 1967-1970. Membro do corpo docente da Universidade Creighton, Omaha; presidente do Departamento de Filosofia, 1970-1973. Provincial da região oeste dos Estados Unidos de sua ordem, 1973-1974. Vigário-geral de seu instituto, Roma, 1974-1986. Membro e coordenador do Círculo de Associados do Centro de Estudos da Fé e da Cultura de Cambridge, Boston, 1986-1990.

## Episcopado
Eleito bispo de Yakima pelo Papa João Paulo II em 10 de julho de 1990. Consagrado em 21 de setembro do mesmo ano, na catedral de Yakima, pelo Arcebispo Agostino Cacciavillan, pró-núncio nos Estados Unidos, assistido por Roger Lawrence Schwietz, OMI, bispo de Duluth, e por William Stephen Skylstad, bispo de Spokane. Seu lema episcopal era Christo Gloria in Ecclesia.
Como membro da USCCB, Bispo George atuou como presidente da Comissão para Bispos e Acadêmicos (1992 a 1994) e como consultor dos Comitês de Evangelização (1991 a 1993), Assuntos Hispânicos (1994 a 1997) e Ciência e Valores (1994 a 1997). Foi conselheiro episcopal do Movimento Cursillo (Região XII) de 1990 a 1997 e moderador episcopal do Escritório Católico Nacional para Pessoas com Deficiência de 1990 a 2008. Participou da Nona Assembleia Ordinária do Sínodo dos Bispos, Vaticano, 1994.
Promovido à sede metropolitana de Portland no Oregon em 30 de abril de 1996. Ele foi empossado no dia 27 de maio seguinte na Catedral de Santa Maria da Imaculada Conceição, em Portland. Durante seu breve mandato, Arcebispo George liderou a resposta da arquidiocese a uma gravação em fita da prisão do Condado de Lane da confissão sacramental de um preso; o Tribunal de Apelações do Nono Circuito posteriormente decidiu que a gravação em fita era um ato inconstitucional e ilegal.
Transferido para a sede metropolitana de Chicago em 8 de abril de 1997. Ele foi o primeiro chicagoano a ocupar a sede de sua cidade natal. Sua instalação pelo Arcebispo Cacciavillan ocorreu na Catedral do Santo Nome em 7 de maio seguinte. Participou da Assembleia Especial para a América do Sínodo dos Bispos, Vaticano, 1997; seu secretário especial.

## Cardinalato
Foi criado cardeal-presbítero no consistório de 21 de fevereiro de 1998 pelo Papa João Paulo II, com o título de S. Bartolomeo all’Isola, sendo-lhe imposto o barrete cardinalício no mesmo dia. Pregou os Exercícios Espirituais da Quaresma do Papa e da Cúria Romana, de 4 a 10 de março de 2001. Participou da Décima Assembleia Ordinária do Sínodo dos Bispos, Vaticano, 2001. Foi vice-presidente da USCCB de 2004 a 2007.
Cardeal George participou do conclave de 2005, que elegeu o Papa Bento XVI. Eleito presidente da Conferência dos Bispos Católicos dos Estados Unidos em 13 de novembro de 2007, para um mandato de três anos. Ele também supervisionou a nova tradução para o inglês do Missal Romano, uma das maiores mudanças na liturgia católica em gerações. Participou da XII Assembleia Geral Ordinária do Sínodo dos Bispos, Vaticano, 2008; foi eleito membro do XII Conselho da Secretaria Geral do Sínodo dos Bispos, em 22 de outubro de 2008. Nomeado membro do Conselho de Cardeais para o Estudo dos Problemas Organizacionais e Econômicos da Santa Sé em 23 de outubro de 2010.

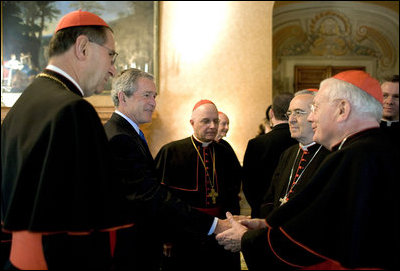
Presidente George W. Bush e cardeais americanos; George no meio.

Em 2013, participou do conclave que elegeu o Papa Francisco. Foi confirmado membro da Congregação para os Institutos de Vida Consagrada e as Sociedades de Vida Apostólica em 29 de março de 2014; na mesma data, foi confirmado membro do Pontifício Conselho para a Cultura até o término de seu mandato. Em 20 de setembro de 2014, sua renúncia ao governo pastoral da arquidiocese de Chicago foi aceita.
Cardeal Francis George morreu em sua residência em Chicago, após uma longa luta contra um câncer, em 17 de abril de 2015, aos 78 anos. A missa de funeral do falecido cardeal ocorreu em 23 de abril, às 12h, na catedral metropolitana do Santo Nome, presidida pelo Arcebispo Cupich e concelebrada por nove cardeais dos EUA, doze arcebispos, mais de cinquenta bispos e centenas de padres. De acordo com os desejos do cardeal, ele foi enterrado no jazigo da família George, onde seus pais e avó estão enterrados.

## Opiniões

### Casos de abusos sexuais
Ele ajudou a moldar a resposta dos bispos católicos americanos ao escândalo de abuso sexual infantil, adotando uma política de tolerância zero. O cardeal foi creditado por então pastorear a mudança de política através de um Vaticano inicialmente resistente.

### Saúde
Enquanto presidente da Conferência Episcopal, em 2009, George se encontrou com o recém-eleito presidente dos Estados Unidos, Barack Obama. Contudo, no ano seguinte, liderou a oposição episcopal à Lei de Proteção e Cuidado Acessível ao Paciente de Obama, rejeitando que os empregadores incluíssem cobertura de controle de natalidade em seus planos de saúde.
Em 2011, o Arcebispo encerrou o programa de assistência social da Catholic Charities na arquidiocese. O estado de Illinois havia decidido que deixaria de financiar quaisquer instituições de caridade que desqualificassem casais do mesmo sexo como provedores de assistência social ou pais adotivos. George se recusou a cumprir esta nova exigência.

### Relações religiosas
Em 2007, George pediu aos teólogos judeus que reconsiderassem as descrições de Jesus no Talmude como um "bastardo". Por sua vez, os teólogos católicos deveriam examinar um abrandamento das orações católicas tradicionais que apelam à conversão dos judeus ao cristianismo. Em 2009, ele condenou os comentários feitos pelo bispo tradicionalista Richard Williamson que negavam a existência do Holocausto.
Em fevereiro de 2010, George discursou na Universidade Brigham Young em Provo, Utah, sobre a necessidade de os católicos e os membros da Igreja de Jesus Cristo dos Santos dos Últimos Dias (SUD) protegerem a liberdade religiosa. Também elogiou a Igreja SUD pelos seus esforços para combater a pobreza, a pornografia e o casamento entre pessoas do mesmo sexo.
Em 2010, George descreveu ainda como acreditava que as liberdades religiosas nos Estados Unidos e em outras sociedades ocidentais estavam ameaçadas. Em um discurso para um grupo de padres, ele disse: "Espero morrer na cama, meu sucessor morrerá na prisão e seu sucessor morrerá como um mártir na praça pública. Seu sucessor recolherá os cacos de uma sociedade em ruínas e, lentamente, ajudará a reconstruir a civilização, como a Igreja fez tantas vezes na história da humanidade."  A citação foi originalmente publicada online sem a segunda frase.

### Direitos LGBT
Quando uma nova rota foi proposta para a Parada do Orgulho LGBTQIA+ anual de Chicago de 2012, que passaria por uma igreja católica, George disse a um entrevistador: "você não quer que o Movimento de Libertação Gay se transforme em algo como a Ku Klux Klan, manifestando-se nas ruas contra o catolicismo." Em resposta, os defensores LGBTQIA+ em Chicago pediram a renúncia de George, mas George disse: "Quando o pedido do pastor para reconsideração dos planos foi ignorado, os organizadores convidaram uma comparação óbvia com outros grupos que historicamente tentaram sufocar a liberdade religiosa da Igreja Católica." Duas semanas depois, George se desculpou: "Isso evidentemente feriu um bom número de pessoas. Eu mesmo tenho familiares que são gays e lésbicas, então faz parte de nossas vidas. Então, sinto muito pela dor." Ele disse que estava "falando por medo que tenho da liberdade da igreja e estava buscando uma analogia que era muito inapropriada... Às vezes, o medo é uma má motivação." Os defensores dos direitos LGBT aceitaram o seu pedido de desculpas.

Numa carta pastoral de 2013 à Arquidiocese de Chicago, George declarou que a aprovação da legislação sobre o casamento entre pessoas do mesmo sexo em Illinois, que parecia iminente, seria
"agindo contra o bem comum da sociedade. Esta legislação proposta terá consequências a longo prazo porque as leis ensinam; elas nos dizem o que é socialmente aceitável e o que não é, e a maioria das pessoas se conforma aos ditames de sua respectiva sociedade, pelo menos no curto prazo".
Em setembro de 2014, em sua coluna no The Catholic New World, George alegou que o governo e a sociedade dos EUA estavam agora aprovando relacionamentos sexuais tão em desacordo com os ensinamentos católicos que "os ensinamentos da Igreja sobre essas questões são agora evidência de intolerância ao que a lei civil defende e até impõe" e que "aqueles que não se conformam à religião oficial, somos avisados, colocam sua cidadania em perigo". Ele também citou os requisitos da Lei Federal de Assistência Médica Acessível de 2010. Ele escreveu que:
“Isto já significa que, em alguns Estados, aqueles que gerem empresas devem conformar as suas actividades à religião oficial ou ser multados, tal como os cristãos e os judeus são multados pela sua religião nos países regidos pela lei Sharia.”
Em setembro de 2014, George se encontrou com um diretor musical gay de uma paróquia católica que havia sido demitido após anunciar sua intenção de se casar com seu companheiro. O homem disse sobre o encontro: "Senti-me novamente grato pela oportunidade de conhecê-lo, por ele me conhecer, por ele ouvir minha história. ...Acho que o tom geral foi novamente pastoral."